# 李俊 (1968年)
李俊（1968年11月—），四川省苍溪县人，1994年11月加入中国共产党，中华人民共和国政治人物，原中国共产党西昌市委员会书记。

## 生平
1968年11月，李俊出生在四川省苍溪县。1991年8月进入广元市公路局剑阁养路段工作。1995年8月调入中国共产党广元市委员会组织部，先后任副主任科员、主任科员。2001年8月调入中国共产党四川省委员会组织部工作，先后任组织处副处长、组织二处副处长。2004年2月，李俊兼任中国共产党凉山彝族自治州委员会副秘书长，2006年1月兼任州委办公室主任。

### 西昌市
2006年6月调至西昌市任市委副书记，9月兼任副市长、代理市长，12月正式任市长。2013年4月，李俊升任西昌市委书记直至2020年7月。
2020年3月30日，西昌市经久乡和安哈镇交界的皮家山山脊处发生森林火灾，19名抢救火灾的消防员牺牲、3名受伤，火灾各类土地过火总面积3047.7805公顷，致使直接经济损失9731.12万元。事后，中国共产党四川省委员会成立了调查组，调查发现“凉山州和西昌市对党中央、国务院和四川省委省政府的相关部署要求不及时、不到位”，发生火灾后“处置初期不规范，因准备不足、仓促上阵、应对乏力，个别干部失职、失责，特别是指令传达不及时、不准确、不顺畅，致使火灾扑救统筹协调不到位”。

### 落马
2020年8月12日，中国共产党四川省委员会任命马辉为西昌市委书记，李俊免职。9月11日，李俊涉嫌严重违纪违法，接受纪律审查和监察调查。10月30日，李俊辞去四川省第十三届人民代表大会代表。
2021年3月1日，李俊遭到「双开」处分，并且移交给检察机关处理。

## 家庭
李俊妻子贺雪梅，原中国共产党凉山彝族自治州金融工作局党组书记、局长，2020年7月因涉嫌严重违纪违法接受调查。通报显示李俊夫妻两人的罪名基本上一样：“理想信念丧失，纪法意识淡薄，对党不忠诚不老实，对抗组织审查，不信马列信鬼神、参加封建迷信活动，违规编印个人调研和讲话文集并将学习贯彻情况作为西昌市委巡察工作内容；违反中央八项规定精神，收受可能影响公正执行公务的礼金，借用管理和服务对象的车辆，利用职权操办丧事并借机敛财，接受管理和服务对象的旅游安排；隐瞒不报个人有关事项；家风不正，利用职权为他人谋取利益，其配偶收受他人财物，将本人应当由个人支付的费用由他人支付；对西昌市“3.30”火灾有关问题负主要领导责任和直接责任；利用职务上的便利，为他人在项目建设、企业经营等方面谋取利益并收受财物，数额特别巨大。”